# الحرب الروسية السويدية (1741-1743)
الحرب الروسية السويدية (1743-1741) هي حرب حرض عليها حزب القبعات السويدي الذي كان يطمح إلى استرداد الأراضي التي خسرتها السويد لصالح روسيا في حرب الشمال العظمى، والدبلوماسية الفرنسية التي سعت لتشتيت انتباه روسيا وإثباطها عن دعم حليفها القديم، مملكة هابسبورغ، في حرب الخلافة النمساوية.

## التجهيزات السويدية
في صيف عام 1740، فُصل قائد الجيش السويدي في فنلندا، الجنرال كارل كرونستد، من منصبه لمعارضته الحرب المُخطط لها، وعُين تشالرز إميل لوينهاوبت بدلًا منه. تدهورت أحوال الدفاعات الفنلندية نظرًا لقلة الدعم المادي والموارد التي خُصصت لأغراض أخرى في المملكة السويدية. لم يقم أي طرف من الطرفين بأي تجهيزات للحرب التالية لحرب الشمال العظمى. وفي النهاية خصصت السويد الموارد الخاصة بالجيش السويدي في فنلندا للتجهيزات الهجومية عوضًا عن تقوية الدفاعات.
خطط الجيش السويدي للاستيلاء على فيبورغ أولًا ثم التقدم نحو سانت بطرسبرغ. كان الهدف المنشود من تلك المناورات هو تهديد سانت بطرسبرغ وتجهيز الساحة لانقلاب مُخطط له من قبل الدبلوماسيين الفرنسيين والسويديين من أجل الإطاحة بحكومة آنا ليوبولدوفنا المؤيدة للنمسا. وقع الانقلاب كما كان مخطط له في شهر ديسمبر، ولكن الإمبراطورة الجديدة، إليزافيتا بيتروفنا، عدلت عن وعودها بإعادة الأقاليم البلطية للسويد، واستمرت في شن حرب قوية ضد السويد تحت توجيهات مستشارها المؤيد للنمسا، أليكسي بيستوجيف.
تحركت الجيوش السويدية نحو الحدود الروسية بالقرب من فيلمانستراند (بالفنلندية: Lappeenranta) وفريدريكشام (بالفنلدنية: Hamina)، وفي ذات الوقت تحرك أسطول البحرية السويدي المكون من عشرة سفن خط المعركة وأربع فرقاطات تحت قيادة الأميرال توماس فون رايالين، بالإضافة إلى أسطول مكون من 20 قادسًا بقيادة الأميرال أبراهام فالكنغرن في 20 مايو 1741 نحو الجزر القريبة من الحدود. تفشى الوباء في الأسطول السويدي ما أصابه بالشلل وقضى على حياة الأميرال فون رايالين. كان من المقرر أن يتزامن إعلان السويد للحرب ضد روسيا في آخر شهر يوليو مع الغزو، ولكن ذلك لم يتحقق نظرًا إلى عجز أسطول السويد عن الحركة وعدم الانتهاء من حشد القوات البرية بالقرب من الحدود. ازدادت الأمور سوءًا بوصول لوينهاوبت إلى فنلندا بعد شهرين من إعلان الحرب، وتسليم راية الجيش للجنرال هنريك ماغنوس فون بودنبروك.

## العام الأول من الحرب
انتهزت روسيا فرصة ارتباك الجيش السويدي وبادرت بالضربة الأولى بإرسال جيش قوامه 16,000 رجل بقيادة المشير بيتر لاسي من فيبورغ إلى فيلمانستراند. فاق الجيش الروسي الجيش السويدي عددًا بأربعة أمثال، وحاقت بالحامية العسكرية السويدية التي قادها كارل هنريك رنغل هزيمة بالغة.
حاول لوينهاوبت (الذي وصل بعد عشرة أيام من الهزيمة) أن ينظم عملية مشتركة بين القوات البرية والبحرية للهجوم على فيبورغ، ولكن الأميرال أرون شيوستيرنا، الذي صار خلفًا للأميرال فون رايالين، وضح أن أسطوله لا يقدر على ذلك. انهار الأسطول الروسي بدوره ولم يستطع أن يشارك في الحرب في عام 1741. عاد شيوستيرنا بأسطوله إلى السويد في 22 سبتمبر، وتجاهل قائد القوات السويدية المتبقية محاولات لوينهاوبت بإقناعه بالإبحار إلى جزر بريوزوفي (بالسويدية: Björkö، وبالفنلندية: Koivisto) وعاد بأسطوله إلى السويد في 27 أكتوبر. توقفت الحملات البرية بدورها بعد الاتفاق على وقف إطلاق النار مع روسيا في أوائل شهر ديسمبر.

## العام الثاني من الحرب
تملص الروس من معاهدة وقف إطلاق النار في أوائل شهر مارس عام 1742، ولكن الشتاء القارس حال دون تحرك الجيش الرئيسي. أغارت جيوش الفرسان الروسية الخفيفة (القوزاق والخيالة) على الجانب السويدي من الحدود ولكن السكان المحليون تصدوا لهم في كثير من الأحيان. حاول الروس في مارس أن يداهموا المرسى السويدي بالقرب من فريدريكشام بقيادة فولدمار لويندال، ولكن البرد القارس حال دون ذلك. خطط الجنرال السويدي لوينهاوبت لشن حملة جديدة على فيبورغ في ربيع عام 1742. وصلت وحدات البحرية السويدية المُخصصة لمعاونة الحملة في منتصف شهر مايو. ولكنها رفضت الانصياع لأوامر لوينهاوبت نظرًا إلى أن قادة البحرية تلقوا أوامر بحراسة المنطقة الواقعة بين تالين وهلسنكي.
وصل الأسطول السويدي الرئيسي في 3 يونيو إلى ساحة الحرب بقيادة الأميرال شيوستيرنا وتكون من 15 سفينة خط المعركة وخمس فرقاطات. أبحر الأسطول متجهًا نحو جزيرة إسبو (بالفنلندية: Haapasaari) التي تبعد مسافة 25 كم من جنوب شرق مدينة كوتكا الحالية. وبعدها بأسبوع واحد انضم إليهم أسطول آخر قوامه 25 قادسًا وبعض السفن المعاونة بقيادة الأميرال فالكنغرن. وفي ذات الوقت تحرك الأسطول الروسي المكون من 45 قادسًا بقيادة الجنرال فاسيلي ياكوفلفيش ليفاشوف و12 سفينة خط المعركة بقيادة الأميرال زاهار دانيلوفيتش ميشوكوف. وبصرف النظر عن ذلك، عقد لوينهاوبت مجلس حرب في 5 يونيو في محاولة منه لإقناع الوحدات البحرية بالإبحار إلى جزر بريوزوفي، ولكن قادة القوات البحرية رأوا أن تلك العملية تشكل مجازفة كبيرة للأسطول، واضطر لوينهاوبت أن يتراجع عن خطته.
استغل الروس فرصة خمول الجيش السويدي من جديد وبادروا بالهجوم. تحرك المشير لاسي من فيبورغ بجيش قوامه 30,000 جندي روسي بدعم من أسطول القوادس الروسي. تخطى الروس الحدود في 13 يونيو واستمروا في زحفهم نحو فريدريكشام. جهز السويديون بدورهم خط دفاع قوي حول مدينة فريدريكشام. فطن العقيد السويدي المدافع عن هذا الموقع إلى خطة الروس وسحب جميع جنوده من مواقعهم المحصنة إلى فريدريكشام قبل وصول الروس في يوم 25 يونيو. وبحلول يوم 28 يونيو أضرم الجيش السويدي النيران في تلك المدينة وتقهقر إلى الوراء.
لم تتعاون القوات البرية والبحرية السويدية مع بعضها بسلاسة، وعوضًا عن مساعدة الجيش السويدي، أبحر الأسطول مباشرةً إلى هانكو حيث شرع الجيش السويدي في الانسحاب. أبحرت القوادس إلى بلينكي، ما أدى إلى قطع الإمدادات عن الجيش واضطر لوينهاوبت إلى سحب جيشه نحو مستودعات إمدادات العدو في بورفو. طارد الروس الجيش السويدي المنسحب ولكن لم تقع أي اشتباكات بين الطرفين سوى بضعة مناوشات بين مؤخرة الجيش السويدي ودوريات الخيالة الروسية. وفي 18 يوليو، بعد أن عرف لوينهاوبت أن جنود بعض الحاميات السويدية تركوا مواقعهم، قرر مجلس الحرب أنه من الأفضل أن يتقهقر الجيش السويدي إلى هلسنكي كي يجهز دفاعاته.
شرع السويديون في نقل مخازن الطعام والإمدادات المتمركزة في بورغو. وفي 27 يوليو اقترب الروس من بورغو واقتحموها في 30 يوليو بعد يوم واحد من تخلي الجيش السويدي عن موقعه. انتهى انسحاب الجيش السويدي الذي استغرق شهرين في 11 أغسطس في هلسنكي. وبعدها ببضعة أيام تمكن الروس من الإحاطة بالمدينة بالكامل من البر. انسحب أسطول القوادس السويدي المتمركز في شرق هلسنكي بعد أن رأى قائده أنه لن يتمكن من الدفاع عن موقعه، ما سمح لأسطول القوادس الروسي بالإحاطة بالمدينة بالكامل في 20 أغسطس.
اُستدعي الجنرال لوينهاوبت والجنرال بودنبروك إلى ستوكهولم في 19 أغسطس للتحقيق في أفعالهما. سُجن كلاهما فور وصولهما إلى ستوكهولم ومثلوا أمام المحكمة. وقع نائب قائد القوات السويدية، جان لويس بوسكيت، على وثيقة استسلام في 24 أغسطس. طبقًا لشروط الوثيقة، أطلق الروس سراح الجنود الفنلنديين وسمحوا للجنود السويديين بالعودة لموطنهم، واستولى الروس على مخازن الأسلحة والإمدادات وحتى الذخيرة. عادت جميع القوات البحرية السويدية إلى السويد في بداية سبتمبر عام 1742. تقدم الجيش الروسي حتى وصل إلى جزر أولاند وقطع فنلندا عن ما تبقى من السويد، واحتلت روسيا بذلك فنلندا بأكملها فيما يُعرف بواقعة الغضب الأصغر (بالفنلندية: Pikkuviha).